# Spiercontractie

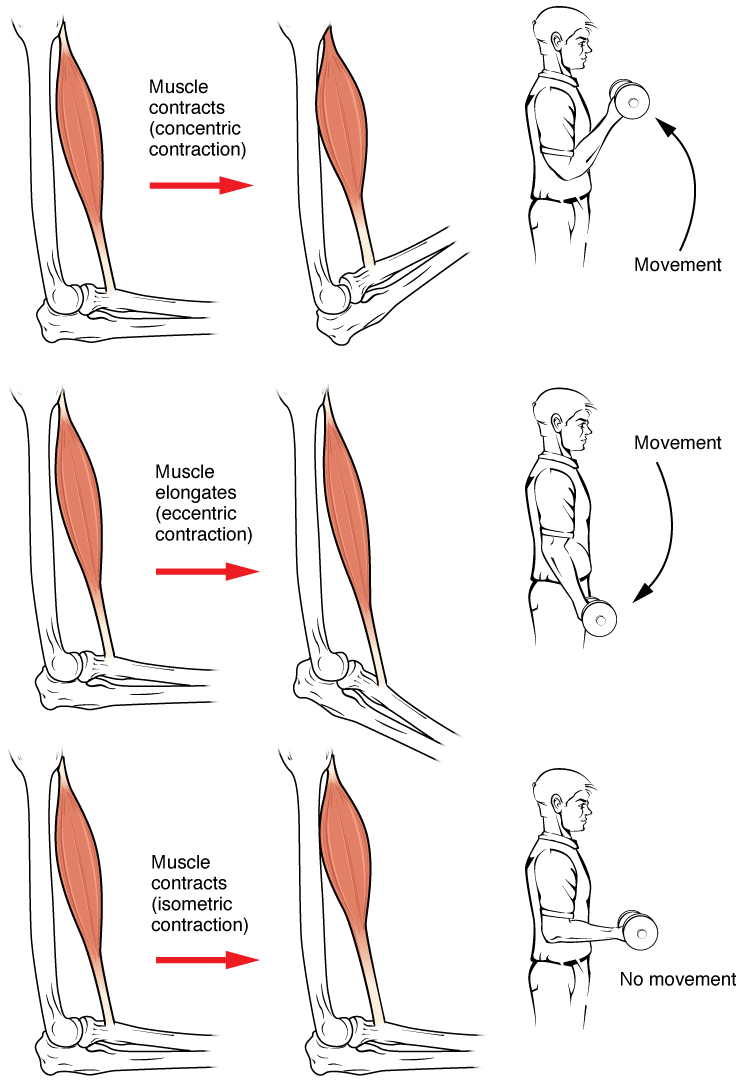
Verschillende spiercontracties

Een spiercontractie is het samentrekken of contraheren van spierweefsel.
De spier kan op verschillende manieren contraheren:
- statische of isometrische contractie waarbij de spier kracht levert zonder beweging. Dit resulteert in een toename van spierkracht, maar enkel in de gewrichtshoek waarin getraind werd. Voor een toename van spierkracht op de hele bewegingsbaan moeten dus verschillende hoeken getraind worden
- dynamische contractie:
  - concentrische contractie waarbij de spier kracht levert en de spier verkort
  - excentrische contractie waarbij de spier kracht levert, maar ook verlengt
  - isokinetische contractie met constante snelheid, enkel met apparatuur mogelijk, niet manueel
  - isotone contractie met constante spierspanning

De maximale vrijwillige contractie (MVC) treedt op rond de ideale spierlengte, veelal de rustlengte.

## De biochemie van de spiercel
Een myosinekop in de spiercel steekt uit in de richting van het actinefilament bij skeletspieren (bij glad spierweefsel is dit calmoduline). Er zijn nog geen actine en myosine aan elkaar gekoppeld. Een spiervezel wordt geactiveerd door stimulering door de eindplaatsjes van een motorische zenuwcel. Ca2+ (calciumionen) komt uit het sarcoplasmatisch reticulum (SR) vrij, in het cytosol. Daar bindt het zich aan troponine. Hierdoor wordt tropomyosine opzij getrokken en komen er bindingsplaatsen vrij, waardoor myosinekoppen aan G-actine kunnen binden. Het myosine-ADP-complex wordt geactiveerd. Myosinekoppen binden zich aan de G-actine en wordt samen actomyosine. De myosinekoppen maken een knik en daarbij komt de adenosinedifosfaat (ADP) vrij uit het complex (contractie). De spier wordt korter en daardoor neemt de spierspanning toe. Voor ontspanning zal adenosinetrifosfaat (ATP) binden aan het actomyosinecomplex en de binding tussen actine en myosine wordt verbroken. ATP wordt daarbij gehydrolyseerd tot ADP, waarbij energie vrijkomt om de myosinekoppen terug te laten klappen, waardoor de actine en myosine terugkomen in de oorspronkelijke toestand. ADP blijft gebonden aan myosinekopje. Ca2+ wordt door het SR opgenomen. In deze toestand is de spier weer in rust en kan de cyclus zich herhalen.